# Anatole Leduc
Sylvestre Anatole Leduc, genannt Anatole Leduc, oft S. A. Leduc zitiert, (* 22. April 1856 in Oust-Marest; † 16. April 1937 in Châtenay-Malabry) war ein französischer Physiker. Unabhängig von Augusto Righi entdeckte er den Righi-Leduc-Effekt im Thermomagnetismus.
Er studierte ab 1877 an der École normale supérieure und besuchte auch Physik-Vorlesungen an der Sorbonne. 1879 erhielt er das Lizenziat in Mathematik und Physik. 1880 folgte die Agrégation in Physik, was in Frankreich in einem Wettbewerb erfolgte, bei dem er sich auszeichnete. Danach war er Professor für Naturwissenschaften am Collège Stanislas in Paris, am Lycée Saint Louis (ab 1883), zeitweise am Lycée Charlemagne (1887) und 1885 bis 1889 am Lycée Louis-le-Grand, wo er Professor wurde. 1888 wurde er bei Gabriel Lippmann an der Sorbonne promoviert mit einer Dissertation über Thermomagnetismus (Modification de la conductibilité du bismuth dans un champ magnétique), mit Resultaten die den Riggi-Leduc-Effekt ausmachen. Anschließend befasste er sich mit Gaseigenschaften. 1892 wurde er Maitre de conferences an der Sorbonne unter Edmond Bouty. 1900 wurde er Professeur adjointe und 1922 Titularprofessor für theoretische Physik und Himmelsmechanik (er unterrichtete aber weiter allgemeine Physik und ließ sich beim Thema seines Lehrstuhls durch seinen Chargé de cours Georges Sagnac vertreten). 1927 ging er in den Ruhestand.
1905 erhielt er den Prix Wilde der Académie des sciences, 1918 den Prix Hughes und 1923 den Prix La Caze. Er war Ritter der Ehrenlegion.

## Schriften
- Manipulations de physique: cours de travaux pratiques à l'usage des candidats au certificat d'études physiques, chimiques et naturelles, Paris 1895
- Nouvelles recherches sur les gaz, Gauthier-Villars 1899
- mit Sacerdote: Sur la cohésion des liquides, Tours 1902
- Volumes moleculaires, Paris 1923
- Thermodynamique, energétique; théorie cinétique des gaz. Cours professé à la Sorbonne, Paris: Doin 1924